# Jo de Vries
Johanna Jacoba (Jo) de Vries (Nijmegen, 26 juni 1902 – Hälsingborg, Zweden, 28 april 1945) was een Nederlands verzetsstrijdster tijdens de Tweede Wereldoorlog.

## Biografie
Jo de Vries werd geboren te Nijmegen, als dochter van organist Willem de Vries en Aafje Catharina Schilderman. Ze woonde in Oss, waar ze medewerkster bij Organon was.
Tijdens de Tweede Wereldoorlog verrichtte ze verzetswerk. Zo hielp ze vermoedelijk Engelse piloten. In de nacht van 14 op 15 juli 1944 werd ze door de Sicherheitsdienst opgepakt. De Vries werd gevangen gezet in Kamp Vught. Tussen 6 september 1944 en 9 september 1944 werd ze van Kamp Vught overgebracht naar Ravensbrück. Haar kampnummer was 66665.
Vermoedelijk behoorde De Vries bij de gevangenen die in april 1945 door het Zweedse Rode Kruis zijn bevrijd. Tussen 24 april 1945 en 28 april 1945 werd ze door het Zweedse Rode Kruis overgebracht naar Malmö in Zweden. Ze was echter zodanig verzwakt, dat ze op 28 april 1945 onderweg in de trein aan de ontberingen van haar gevangenschap is gestorven.
De Vries werd begraven in Lund. In 1956 werden haar stoffelijke resten overgebracht naar het ereveld van de begraafplaats Vestre Gravlund in Oslo.

## Eerbetoon
Haar naam staat vermeld op de Erelijst van Gevallenen 1940-1945.